# Реджо ди Калабрия
Рѐджо ди Кала̀брия (на италиански: Reggio di Calabria, на калабрийски диалект Rìggiu и Righi) е община най-големият и същевременно най-старият град в Калабрия, Южна Италия. Пристанищният град се намира точно на върха на пръста на италианския „ботуш“. Градът е и център на провинцията със същото име. Населението на Реджо наброява 180 777 жители (2018).

## История
Основан е през 8 век пр.н.е. от гръцки заселници. През вековете е бил част от Римската и Византийската империя. По-късно през 12 век става част от Кралство Сицилия, а от 13 век e част от Неаполитанското кралство. Градът е бил разрушаван от множесво земетресения и последвалите ги цунами. Най-сериозните от тях са земетресенията от 1783 и на 28 декември 1908. Последното е едно от най-страшните в историята на Западна Европа, то взима хиляди жертви и унищожава над 80% от сградите.

## Спорт
Представителният футболен отбор на града се казва Реджина. Дългогодишен участник е в италианските Серия А и Серия Б. Вторият по популярност отбор на града е Хинтерреджо Калчо. Той се състезава в третото ниво на италианския футбол.